# Villaroger
Villaroger ist eine französische Gemeinde mit 359 Einwohnern (Stand: 1. Januar 2022) im Département Savoie in der Region Auvergne-Rhône-Alpes. Villaroger gehört zum Kanton Bourg-Saint-Maurice im Arrondissement Albertville und ist Mitglied im Gemeindeverband Communauté de communes de Haute Tarentaise.

## Geografie
Villaroger liegt etwa 74 Kilometer östlich von Chambéry und etwa 38 Kilometer ostsüdöstlich von Albertville an der Isère. Umgeben wird Villaroger von den Nachbargemeinden Montvalezan im Norden, Sainte-Foy-Tarentaise im Norden und Osten, Tignes im Süden und Südosten, Peisey-Nancroix im Westen und Südwesten, Bourg-Saint-Maurice im Westen sowie Séez im Nordwesten.

## Bevölkerungsentwicklung
| Jahr                       | 1954 | 1962 | 1968 | 1975 | 1982 | 1990 | 1999 | 2006 | 2018 |
| -------------------------- | ---- | ---- | ---- | ---- | ---- | ---- | ---- | ---- | ---- |
| Einwohner                  | 477  | 322  | 284  | 274  | 256  | 374  | 368  | 400  | 356  |
| Quellen: Cassini und INSEE |      |      |      |      |      |      |      |      |      |

## Sehenswürdigkeiten
- Kirche Notre-Dame-de-l'Assomption
- Kirche Saint-Roch und Backofen von La Gurraz